# Partito Nuova Generazione - Cristiano Democratico
Il Partito Nuova Generazione - Cristiano Democratico (in rumeno Partidul Noua Generație - Creștin Democrat) è un partito rumeno nato nel 1999 da parte di 17 giovani laureati in Scienze Politiche e Giurisprudenza nell'intento di creare un partito che si interessasse delle problematiche della gioventù (da qui il nome del partito che inizialmente era solo "Partito Nuova Generazione").
L'attuale presidente del partito eletto il 10 gennaio 2004 è George Becali un uomo d'affari rumeno presidente della formazione di calcio dello Steaua Bucarest. Nei primi giorni del mese di aprile 2006 cambiò il nome del partito aggiungendoci la seconda dicitura attuale.
Oggi le idee del partito si rifanno a concetti conservatori di destra, di principi di valore dell'uomo cristiano-democratici, ma anche nazionalisti. Infatti l'obiettivo del partito è quello di creare una rinascita dei valori morali, spirituali della nazione rumena.
In questi anni ha conosciuto una buona ascesa. Alle elezioni parlamentari del 2004 ha preso un 2,2% che non gli ha garantito rappresentanza parlamentare, ma oggi i sondaggi lo danno in aumento.

## Presidenti
- Viorel Lis (1999– 2003)
- Ion Olteanu (2003–2004)
- George Becali (2004–2012)

## Membri importanti
- Dan Pavel – presidente esecutivo, ex consigliere di George Becali, professore di scienze politiche.
- Alex Mihai Stoenescu – vicepresidente, scrittore, storico e giornalista
- Marian Oprea – giornalista e proprietario di Lumea (giornale di politica internazionale)

## Risultati elettorali
| Elezione          | Elezione     | Voti    | %    | Seggi   |
| ----------------- | ------------ | ------- | ---- | ------- |
| Parlamentari 2000 | Camera       | 19.662  | 0,16 | 0 / 345 |
| Parlamentari 2000 | Senato       | 27.576  | 0,25 | 0 / 140 |
| Parlamentari 2004 | Camera       | 227.443 | 2,23 | 0 / 332 |
| Parlamentari 2004 | Senato       | 241.486 | 2,36 | 0 / 137 |
| Europee 2007      | Europee 2007 | 248.863 | 4,85 | 0 / 35  |
| Parlamentari 2008 | Camera       | 156.901 | 2,27 | 0 / 334 |
| Parlamentari 2008 | Senato       | 174.519 | 2,53 | 0 / 137 |

| Elezione           | Elezione | Candidato     | Voti    | %    | Esito                |
| ------------------ | -------- | ------------- | ------- | ---- | -------------------- |
| Presidenziali 2004 | I turno  | George Becali | 184.560 | 1,77 | ❌ Non eletta/o (6º) |
| Presidenziali 2009 | I turno  | George Becali | 186.390 | 1,91 | ❌ Non eletta/o (7º) |